# Pariah (album)
Pariah är det svenska melodisk black metal-bandet Naglfars fjärde studioalbum, utgivet i juni 2005 på Century Media Records och i Japan på Toy's Factory i september samma år.
Albumet är bandets första med basisten Kristoffer "Wrath" Olivius på sång.
En musikvideo spelades in till "The Perpetual Horrors".

## Låtlista
1. "Proclamation" – 0:49
2. "A Swarm of Plagues" – 4:48
3. "Spoken Words of Venom" – 4:20
4. "The Murder Manifesto" – 4:27
5. "Revelations Carved in Flesh" – 4:40
6. "None Shall Be Spared" – 5:16
7. "And the World Shall Be Your Grave" – 5:07
8. "The Perpetual Horrors" – 5:03
9. "Carnal Scorn and Spiritual Malice" – 4:36

Bonusspår på den japanska utgåvan
1. "Skulls" (Misfits-cover) – 3:20

## Medverkande
Musiker
- Kristoffer "Wrath" Olivius – sång, basgitarr
- Marcus E. Norman – lead- & rytmgitarr keyboard, bakgrundssång
- Andreas Nilsson – lead- & rytmgitarr, bakgrundssång, narration
- Mattias Grahn – trummor

Produktion
- Nils Johansson – inspelningstekniker, mastering
- Marcus E. Norman – inspelningstekniker
- Ralph Manfreda – albumkonst
- Olle Carlsson – foto